# Maddalen Iriarte
Maddalen Iriarte Okiñena (San Sebastián, Guipúzcoa, 23 de enero de 1963) es una periodista y política española.
Desde el 2023 es juntera en las Juntas Generales de Guipúzcoa y líder y portavoz del Grupo Parlamentario EH Bildu en el Parlamento foral.
Anteriormente fue diputada en el Parlamento Vasco y portavoz del Grupo Parlamentario Euskal Herria Bildu en el Parlamento Vasco.
Antes de su paso a la política, fue directora y presentadora del programa Azpimarra de la televisión pública vasca. Comprometida con iniciativas políticas y sociales por la paz y la igualdad, no está afiliada a ningún partido político.
En 2016 encabezó la candidatura de EH Bildu por la circunscripción de Guipúzcoa en las elecciones al Parlamento Vasco, en 2020 fue su candidata a lendakari y en 2023 se postuló como diputada general de Guipúzcoa.

## Biografía

### Primeros años
Hija de madre guipuzcoana y padre navarro. Su madre era maestra de colegio, mientras que su padre fue presidente de ikastolas. Su familia era nacionalista y sufrió la represión de la dictadura franquista, ya que su padre fue torturado por Melitón Manzanas y estuvo encarcelado en los primeros años de vida de Maddalen. Nació y creció en San Sebastián. En su juventud fue atleta.
Estudió Derecho en la Universidad del País Vasco, aunque desde joven se decantó por los medios de comunicación.

### Trayectoria profesional
Empezó su carrera periodística en 1981, con apenas 18 años en la radio Donostia Herri Irratia (Radio Popular) cuando era estudiante de Derecho.
En 1986 pasó a la televisión, tras aprobar las oposiciones, y se incorporó a Euskal Irrati Telebista (EITB) donde fue presentadora y editora del informativo Gaur Egun hasta 2009. También ha sido presentadora y directora de programas en los procesos electorales, además de conducir los programas de información y debate Ados?, Gau-on y Azpimarra, en ETB1.
En prensa escrita, Iriarte es colaboradora habitual de Zazpika (dominical de Gara) y ha escrito columnas en Egunkaria, Berria, Noticias de Gipuzkoa y Deia.

### Trayectoria política
Iriarte ha estado comprometida a lo largo de su trayectoria en numerosas iniciativas políticas y sociales relacionadas con la paz en el País Vasco y la igualdad de género.
Denunció sumarios como el 35/02 de las herriko tabernas, y en 2006 colaboró con Ahotsak, la iniciativa de decenas de mujeres de diversas sensibilidades políticas a favor de la paz.
En 2014 fue una de las primeras personas mediáticas vascas en dar su apoyo y anunciar la participación en la cadena humana a favor del derecho a decidir organizada por Gure Esku Dago.
En marzo de 2015 fue la encargada de presentar el acto de despedida que Lokarri celebró en Bilbao.
El 13 de agosto de 2016 pasó a la política sin afiliación previa a ningún partido. Fue presentada oficialmente como candidata de EH Bildu para las elecciones autonómicas vascas del 25 de septiembre en el segundo puesto de la lista por la circunscripción de Guipúzcoa, que finalmente encabezó tras la decisión de la Junta Electoral, avalada por el Tribunal Constitucional, de excluir a Arnaldo Otegi debido a su inhabilitación por el caso Bateragune. Una vez obtuvo el acta parlamentaria, EH Bildu la designó portavoz de su grupo parlamentario, así como su candidata a lendakari en el pleno de investidura.
El 3 de febrero de 2020 EH Bildu la proclamó candidata a lendakari para las elecciones al Parlamento Vasco de ese mismo año. Posteriormente fue propuesta como candidata de EH Bildu a diputada general de Guipúzcoa en las elecciones forales de 2023. Aunque su formación ganó ampliamente las elecciones, un acuerdo entre PNV y PSE-EE apoyado por el PP le impidió acceder al cargo de diputada general.

## Premios y reconocimientos
- 1990, Premio Argia.
- 1993, Premio Emakunde.
- 1999, Premio Iparraguirre.
- 2013, Premio Argia.

## Televisión
- Ados (ETB1)
- Euskadi zuzenean (ETB1)
- Gaur egun (ETB1)
- Azpimarra (ETB1)